# Alex White (baseball)
Pour les articles homonymes, voir Alex White et White.
Alex Bruce White (né le 29 août 1988 à Greenville, Caroline du Nord, États-Unis) est un lanceur droitier de la Ligue majeure de baseball sous contrat avec les Braves d'Atlanta.

## Biographie

### Carrière scolaire et universitaire
Après des études secondaires à la Conley High School de Greenville (Caroline du Nord), Alex White est drafté le 6 juin 2006 par les Angels de Los Angeles au 14e tour de sélection. White repousse l'offre et suit des études supérieures à l'Université de Caroline du Nord à Chapel Hill où le porte les couleurs des North Carolina Tar Heels de 2007 à 2009.

### Ligues mineures
Alex Rejoint les rangs professionnels à la suite de la draft du 9 juin 2009 au cours de laquelle il est sélectionné par les Indians de Cleveland au premier tour (15e choix). Il perçoit un bonus de 2,25 millions de dollars à la signature de son premier contrat professionnel le 17 août 2009.
Invité à l'entraînement de printemps des Indians en mars 2010, White n'effectue que deux courtes relèves. Il passe ensuite la saison 2010 en ligues mineures avec les Indians de Kinston (A, 8 matchs pour une moyenne de points mérités de 2,86) puis les Aeros d'Akron (AA, 18 matchs, dont 17 comme partant, pour une moyenne de points mérités de 2,28). Aux termes de cette première saison professionnelle, White est désigné meilleur lanceur de ligues mineures de l'organisation des Indians. Il reçoit le Bob Feller Award.
Invité à l'entraînement de printemps des Indians en mars 2011, White joue trois parties, toujours à l'occasion de courtes relèves. Il commence la saison 2011 avec les Columbus Clippers. En avril, il prend part à quatre parties comme partant pour une moyenne de points mérités de 1,90.

### Ligue majeure

#### Indians de Cleveland
Appelé en Ligue majeure le 28 avril 2011 afin de compenser la blessure de Carlos Carrasco, White fait ses débuts au plus haut niveau le 30 face aux Tigers de Détroit. Il reste sur le monticule pendant six manches, lachant deux points pour six coups surs, quatre retraits sur des prises et quatre buts sur balles. Il remporte sa première victoire en carrière le 7 mai à son deuxième départ lorsqu'il retire sur des prises six joueurs des Angels de Los Angeles en six manches.

#### Rockies du Colorado
Le 31 juillet 2011 à la date limite des transactions dans le baseball majeur, White accompagne les lanceurs Drew Pomeranz et Joe Gardner ainsi que le premier but Matt McBride chez les Rockies du Colorado, les quatre joueurs étant échangés par Cleveland en retour du lanceur Ubaldo Jiménez. White n'a à ce moment que trois matchs d'expérience dans le baseball majeur. Il ajoute 7 autres départs avec Colorado en 2011, mais affiche une moyenne de points mérités très élevée de 8,42 en 36 manches et un tiers lancées. Il complète l'année avec 3 gains et 4 revers pour Cleveland et Colorado, une moyenne de 7,01 points mérités accordés par partie et 37 retraits sur des prises.
Au sein du personnel de lanceurs qui affiche la moyenne de points mérités collective la plus élevée du baseball majeur en 2012, White effectue 20 départs et ajoute trois sorties en relève pour Colorado. Sa moyenne se chiffre à 5,51 en 98 manches au monticule. Il remporte deux victoires contre neuf défaites. 

#### Astros de Houston
Le 4 décembre 2012, Colorado échange aux Astros de Houston White et Alex Gillingham, un lanceur droitier évoluant toujours en ligues mineures, contre le releveur droitier Wilton López. Une opération de type Tommy John au coude droit subie au printemps suivant le tient à l'écart du jeu toute la saison 2013.
Il ne joue qu'en ligues mineures dans l'organisation des Astros, en 2014 et 2015.

#### Braves d'Atlanta
Libéré par Houston sans avoir joué un seul match pour les Astros, White rejoint les Braves d'Atlanta le 10 juin 2015.